# K.u.k. Infanterieregiment „Erzherzog Karl“ Nr. 3
Das K.u.k. Infanterie-Regiment „Erzherzog Karl“ Nr. 3 wurde 1716 als Regiment Jung-Lothringen zu Fuß vom habsburgischen Kaiser des Heiligen Römischen Reichs in Dienst gestellt. Das Regiment bestand bis 1918 im Kaisertum Österreich bzw. in der österreich-ungarischen Monarchie fort. Seinen Namen erhielt es erst 1860.

## Geschichte
Der Kurfürst und Erzbischof von Trier Karl Joseph von Lothringen errichtete am 19. August 1715 zwei kurtrierische Regimenter, die schon 1716 für 10 Jahre unter den Namen Alt-Lothringen und Jung-Lothringen in kaiserliche Dienste traten. Erste Inhaber wurden der lothringische Erbprinz Leopold Clemens Karl (Alt-Lothringen) und sein nächstjüngerer Bruder Franz Stephan von Lothringen (Jung-Lothringen). Nach dem plötzlichen Tod des Erbprinzen wurde Franz Inhaber des Regiments seines Bruders, sein altes Regiment erhielt Leopold-Marc von Lignéville, das sich nun Infanterieregiment Lignéville nannte. Das Regiment führte in der Frühen Neuzeit wie üblich unterschiedliche Namen nach den jeweiligen Regimentsinhabern. 1769 wurde dem Namen des Inhabers die feste Stammnummer 3 hinzugefügt: Infanterieregiment Lothringen No. 3.

## Formationsgeschichte, Ersatz und Standorte
Zunächst rekrutierten sich die Soldaten des Regiments aus dem gesamten Heiligen Römischen Reich. Dazu gehörten die Landstände der österreichischen Erblande. Vor allem boten die Gebiete des Deutschen Ordens Ersatz. Dies galt bis 1806 durchgängig. „Verbotene Nationalitäten“ waren Franzosen, Italiener, Schweizer, Polen, Ungarn und Kroaten. Ab 1766 galt eine differenzierte „Reichs-Werbung“. Soldaten wurden fortan vor allem im Niederrheinisch-Westfälischen Reichskreis und Reichsstädten des Niedersächsischen Reichskreises geworben. Die Standorte wechselten bis 1771. Danach galten Standquartiere in den österreichischen Erblanden als ständige Garnisonen, mit festen Werbebezirken für die deutschen Regimenter. Das Regiment rekrutierte sich ab 1781 in Niederösterreich, ab 1830 im Hradischer Kreis in Mähren.

## Stand 1914
- Unterstellt: 12. Infanterie-Truppendivision – II. Armeekorps
- Nationalitäten: 83 % Tschechen – 10 % Magyaren – 7 % Sonstige
- Ergänzungsbezirkskommando und Ersatzbataillonskader: Kremsier
- Dislozierung: Stab, II., III. Baon: Teschen – IV. Baon: Kremsier – I. Baon: Doboj
- Kommandant: Oberst Heinrich Freiherr von Testa
- Stabsoffiziere: Oberstleutnant Exner, Emil – Oberstleutnant Krischan, Guido – Oberstleutnant Gmeinder, Anton – Major Scheler, Hugo – Major Rudel, Viktor – Major Morbitzer Edler von Morgenfeld, Stephan – Major Erler, Alois – Major Klement, Wilhelm
- Deutsche Uniform – Egalisierungsfarbe: himmelblau – Knöpfe: Silber
- Regimentssprache: Tschechisch

Einsatzgeschichte

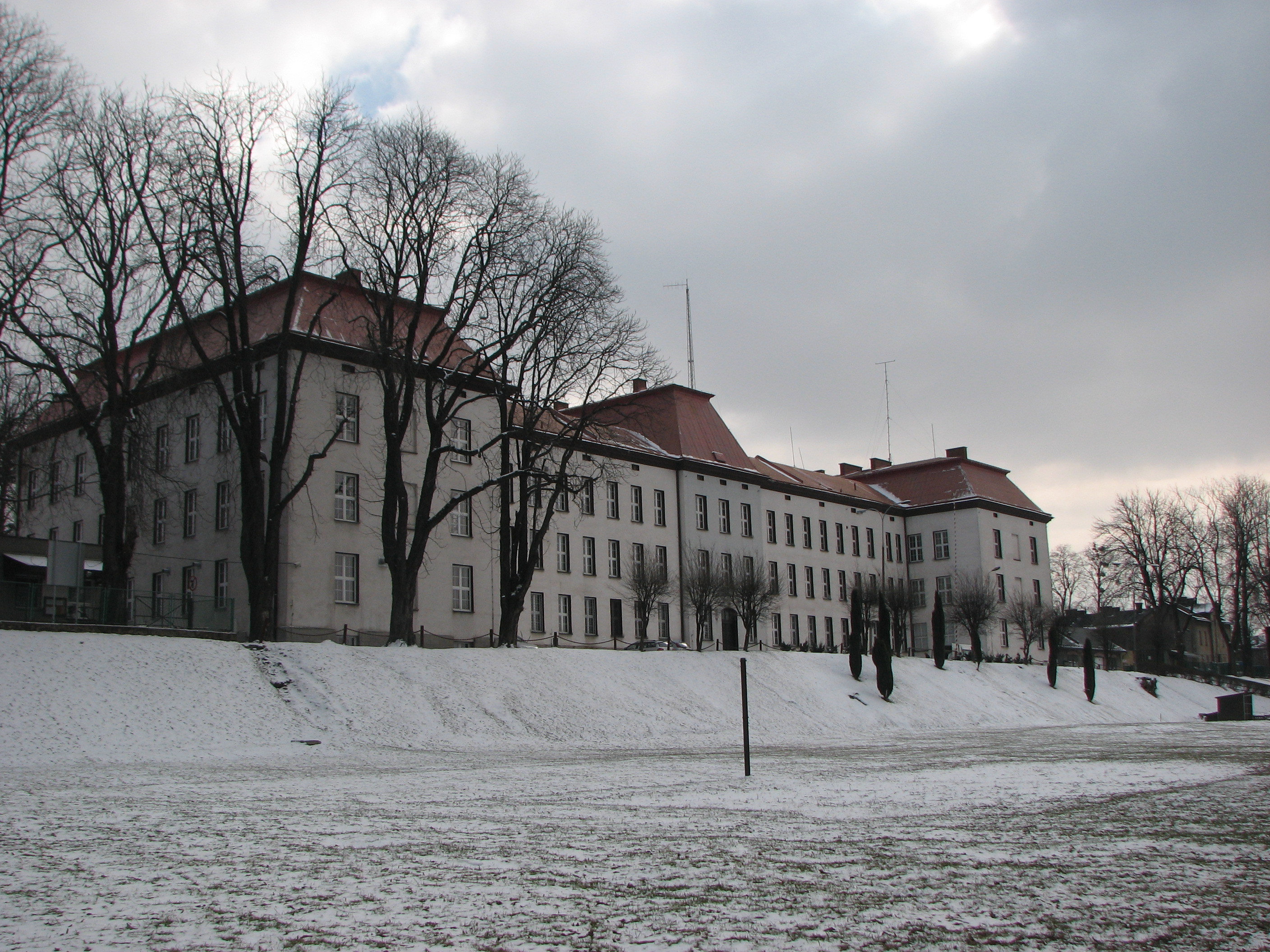
Noch vorhandene Kaserne des Regiments in Teschen
Koordinate:

- 1714–1718: Venezianisch-Österreichischer Türkenkrieg
- 1733–1735: Polnischer Thronfolgekrieg
- 1736–1739: Russisch-Österreichischer Türkenkrieg
- 1740–1748: Österreichischer Erbfolgekrieg
- 1756–1763: Siebenjähriger Krieg
- 1778/1779: Bayerischer Erbfolgekrieg
- 1787–1792: Russisch-Österreichischer Türkenkrieg
- 1792–1815: Koalitionskriege
- 1848/49: Erster Italienischer Unabhängigkeitskrieg
- 1848/49: Deutsche Revolution – Beteiligung bei der Einnahme von Wien.
- 1848/49: Ungarische Revolution
- 1859: Sardinischer Krieg
- 1914–1918: Erster Weltkrieg

## Inhaber
- 1715: Herzog Carl Ignaz Lothringen und Bar (Kurfürst von Trier Bischof von Osnabrück)
- 1716: Prinz Franz Stephan von Lothringen
- 1726: Obrist Graf Leopold von Ligneville
- 1734: Freiherr Gottfried Ernst von Wuttgenau
- 1736: Graf Lucas Giovanni Pallavicini
- 1736: Herzog Karl Alexander von Lothringen
- 1780–1847: Oberst Erzherzog Carl, Prinz von Toscana (immer währender Name)
- 1847: Freiherr Anton von Puchner
- 1853: Freiherr Joseph von Fiedler
- 1876: Vakant

### Zweite Inhaber
- 1780–1791: Freiherr Damian von Drechsel
- 1791–1808: Freiherr Joseph Staader von Adelsheim
- 1809–1825: Graf Nikolaus Ungnad von Weißenwolf
- 1827–1840: Graf Rudolph von Salis-Zizers
- 1840–1847: Freiherr Anton von Puchner

## Regimentskommandanten
- 1716: Obrist-Lieutenant Freiherr von Brinken
- 1723: Obrist Freiherr Peter Christoph Göldlin von Tiefenau
- 1724: Obrist Graf Leopold von Ligneville
- 1733: Obrist Graf Nikolaus Grünne
- 1737: Obrist Bernhard von Crenburg (Creenburg)
- 1738: Obrist Baron de Serrière
- 1742: Oberst Graf Ludwig von Grünne
- 1745: Oberst Graf Carl Robert Dombasle
- 1750: Oberst Baron Christian von Vogelsang
- 1758: Oberst Graf Joseph von Ferraris
- 1761: Oberst Freiherr Carl von Schorlemer
- 1770: Oberst Freiherr Wenzel Reisky von Dubenitz
- 1777: Oberst Graf Franz von Thürheim
- 1784: Oberst Joseph von Schneidauer
- 1790: Oberst Freiherr Ludwig von Foullon
- 1794: Oberst Christoph von Lattermann
- 1797: Oberst Joseph Beyer von Buchholz
- 1800: Oberst Joseph Rüffer
- 1806: Oberst Carl von Steininger
- 1809: Oberst Chevalier Joseph von Fölseis
- 1813: Oberst Graf Rudolph von Salis-Zizers
- 1816: Oberst Joseph von Koudelka
- 1821: Oberst Freiherr Georg Joseph von Waldstätten
- 1831: Oberst Freiherr Waldstätten Schell von Bauschlott
- 1834: Oberst Freiherr Friedrich von Wenz von Niederlahnstein
- 1840: Oberst Joseph Maurer von Maurerthal
- 1848: Oberst Graf Carl von Thun-Hohenstein
- 1849: Oberst Freiherr Carl von Salis
- 1850: Oberst Friedrich Greschke
- 1854: Oberst Freiherr Hannibal von Puchner
- 1860: Oberst Eduard Spilberger von Spilwall
- 1865: Oberst Adolph Pehm
- 1866: Oberst Ludwig Karl
- 1874: Oberst Sigmund Pollatschek von Nordwall
- 1876: Oberst Hugo von Henriquez
- 1881: Oberst Gustav Edler von Löw
- 1882: Oberst Graf Hanns von der Schulenburg
- 1885: Oberst Johann Ritter von Reyl Hannisch von Greiffenthal
- 1887: Oberst Anton Edler von Gebauer von Fülnegg
- 1892: Oberst Ambros Ritter von Mras
- 1897: Oberst Pallas Hermann
- 1903–1904: Oberst Karl Rudzinski von Rudno
- 1905–1908: Oberst Johann Ritter Eisler von Eisenhort
- 1909–1912: Oberst Josef Schön
- 1913–1914: Oberst Heinrich Freiherr von Testa

### Garnisonen
| Stab                                          | I. Bataillon                                                 | II. Bataillon                                 | III. Bataillon                                   | IV. Bataillon                 |
| --------------------------------------------- | ------------------------------------------------------------ | --------------------------------------------- | ------------------------------------------------ | ----------------------------- |
| 1906–1914 Teschen 1904–1905 Mostar 1903 Brünn | 1912–1914 Doboj 1906–1911 Olmütz 1904–1905 Mostar 1903 Brünn | 1906–1914 Teschen 1904–1905 Mostar 1903 Brünn | 1906–1914 Teschen 1904–1905 Mostar 1903 Kremsier | 1904–1914 Kremsier 1903 Brünn |

## Erscheinungsbild und Ausrüstung
1726 weißer Rock, blaue Ärmelaufschläge, weiße Knöpfe; 1738 weißer Rock, rote Aufschläge, 1757 weißer Rock, rote Aufschläge, Kamisol und Unterfutter; 1767 weißer Rock, himmelblaue Abzeichen, weiße Knöpfe; 1868 dunkelblauer Rock, himmelblaue Abzeichen, weiße Knöpfe.

## Uniformen

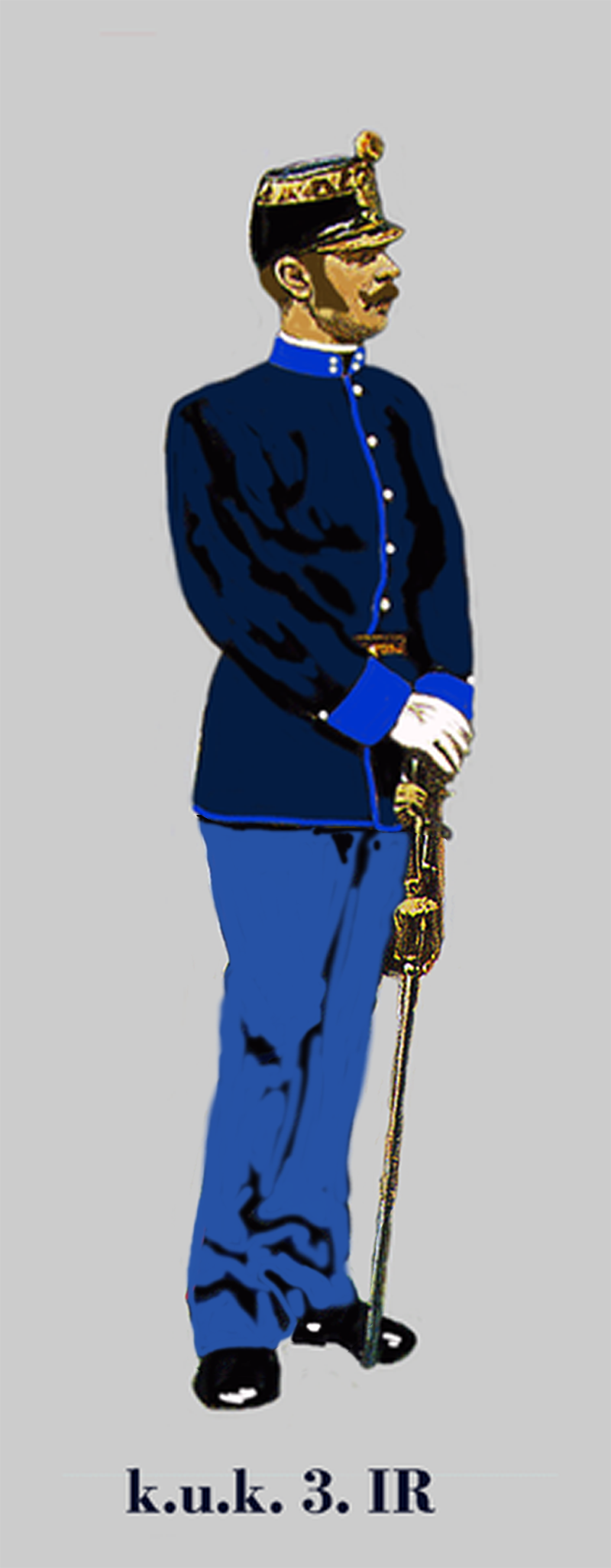
Oberleutnant in Paradeadjustierung
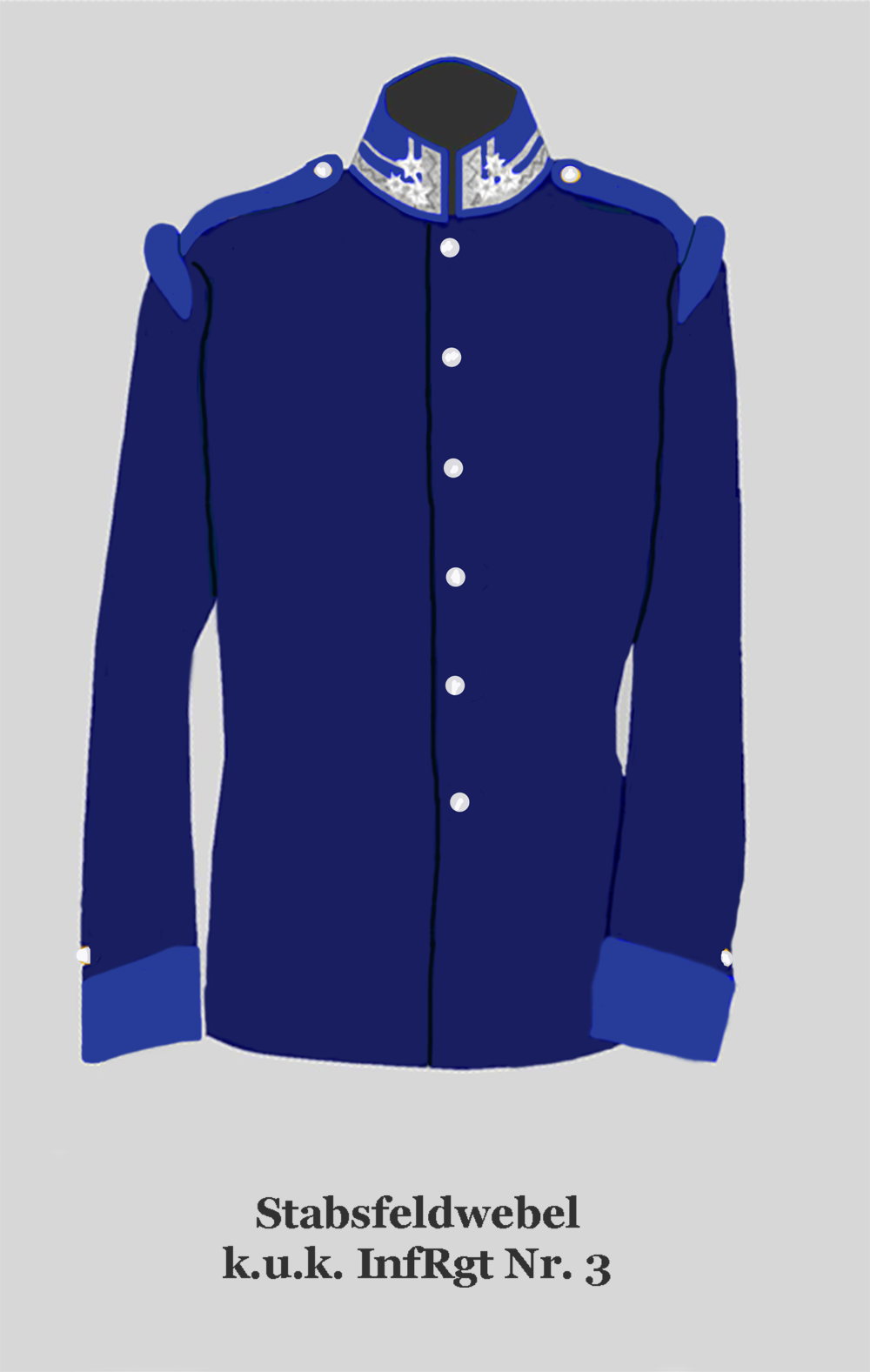
Waffenrock eines Stabsfeldwebels des Regiments